# 리우빌 장론
양자장론에서 리우빌 장론(Liouville場論, 영어: Liouville field theory)은 비임계 끈 이론의 세계면 이론으로 등장하는 2차원 등각 장론이다.
무리 등각 장론의 대표적인 예이며, 1차장들의 스펙트럼이 연속적이다. 모든 상관 함수들이 알려져 있다.

## 역사와 어원
이 이론의 운동 방정식이 조제프 리우빌이 리만 곡면의 균일화 정리를 증명할 때 사용했던 2차 비선형 편미분 방정식과 유사해 이러한 이름이 붙었다.

## 정의
리우빌 장론은 스칼라장 {\displaystyle \phi }와 실수 매개 변수 {\displaystyle b\in \mathbb {R} }를 가지는 2차원 등각 장론이며, 그 작용은 다음과 같다.
{\displaystyle S={\frac {1}{4\pi }}\int _{\Sigma }d^{2}x{\sqrt {g}}\,(g^{\mu \nu }\partial _{\mu }\phi \partial _{\nu }\phi +(b+b^{-1})R[g]\phi +4\pi e^{2b\phi })}
여기서 {\displaystyle g_{\mu \nu }}는 2차원 곡면 {\displaystyle \Sigma }의 계량 텐서이며, {\displaystyle R[g]}는 그 스칼라 곡률이다. 스칼라장 {\displaystyle \phi }를 리우빌 장(영어: Liouville field)이라고 한다.

## 성질

### 운동 방정식
리우빌 장의 고전적 운동 방정식은 다음과 같다.
{\displaystyle \Delta \phi (x)={\frac {1}{2}}(b+b^{-1})R(x)+4\pi be^{2b\phi (x)}}
여기서
{\displaystyle \Delta =g^{-1/2}\partial _{\mu }(g^{1/2}g^{\mu \nu }\partial _{\nu })}
는 굽은 공간의 라플라스-벨트라미 연산자이다. 평탄한 공간에서는 이는 다음과 같다.
{\displaystyle \left({\frac {\partial ^{2}}{\partial x^{2}}}+{\frac {\partial ^{2}}{\partial y^{2}}}\right)\phi (x,y)=4\pi be^{2b\phi (x,y)}}

### 등각 대칭
리우빌 장의 비라소로 대수의 중심 전하(영어: central charge)는 다음과 같다.:(2.11)
{\displaystyle c=1+6(b+1/b)^{2}}
보통
{\displaystyle Q=b+1/b}
로 정의한다.

### 스펙트럼
리우빌 이론의 (규격화 가능) 상태들은 연산자-상태 대응에 따라서 다음과 같은 꼴의 국소 연산자에 대응한다.:13
{\displaystyle \exp((Q+2ip)\phi )}
여기서 {\displaystyle p\in \mathbb {R} }이다. 이러한 상태의 등각 차원은
{\displaystyle \Delta =Q^{2}/4+p^{2}}
이다. 스펙트럼이 연속적이므로, 이 경우 카디 엔트로피 공식이 적용되지 않는다.:§5.5
또한, 일반적으로
{\displaystyle \exp(2\alpha \phi )}
{\displaystyle \operatorname {Re} \alpha \leq Q/2}
의 형태의 연산자가 존재하지만, {\displaystyle \operatorname {Re} \alpha \neq Q/2}라면 이는 규격화 가능한 상태에 대응하지 않는다. 이 부등식을 자이베르그 한계(영어: Seiberg bound)라고 한다.

### 3점 상관 함수 계수
2차원 등각 장론은 1차장의 스펙트럼과 3점 상관 함수의 계수에 따라서 완전히 결정된다. 리우빌 이론의 경우 3점 계수들이 모두 알려져 있으며, 그 공식을 DOZZ 공식(영어: DOZZ formula)라고 한다. 이는 하랄트 도른(독일어: Harald Dorn), 한스외르크 오토(독일어: Hans-Jörg Otto), 알렉산드르 자몰롯치코프, 알렉세이 자몰롯치코프(러시아어: Алексей Борисович Замолодчиков) 가 발견하였다.

## 응용

### 끈 이론
끈 이론에서, 리우빌 장론은 10차원 미만의 차원에서 존재하는, 소위 비임계 끈 이론(영어: non-critical string theory)들의 세계면 등각 장론의 하나로 등장한다.
끈 이론에서, {\displaystyle d}차원 시공간에서 움직이는 비임계 끈의 작용은
{\displaystyle c=26-d}
{\displaystyle Q={\sqrt {(25-d)/6}}}
인 리우빌 이론이다.:(2.12)

### 2차원 양자 중력
리우빌 이론은 또한 (만약 계량 텐서 {\displaystyle g} 또한 동역학적 장으로 취급한다면) 2차원 양자 중력의 장난감 모형이 된다. 이 경우, 이 이론을 리우빌 중력(영어: Liouville gravity)이라고 한다.